# 球基蘑菇
球基蘑菇（學名：Agaricus abruptibulbus），俗稱突然的球根蘑菇（abruptly-bulbous agaricus）或扁球蘑菇（flat-bulb mushroom），是一種擔子菌門真菌，隸屬於伞菌属。這種真菌可供食用，稍具茴香，且菌肉在遭碰傷或切割後會變成黃色。其菌蓋呈白色，部份染著黃色色調。其菌柄較長，且有一個球狀的底部。

## 分類
球基蘑菇最早是由美國真菌學家查爾斯·霍頓·佩克於1900年描述的，其學名為粗糙蘑菇（Agaricus abruptus）。於1904年，佩克將其學名改為現名。佩克指出，因為瑞典真菌學家伊利阿斯·马格努斯·弗里斯早前已將一個火菇屬真菌命名為「粗糙火菇」，恐怕人們與混淆兩者，故決定改名。其學名中的源自拉丁文，意思是「球狀底部」，指的是其球狀的菌柄基部。
部份美國真菌學家會使用其異名林生蘑菇（Agaricus silvicola），而美國真菌學家史蒂夫·特魯戴爾和約瑟夫·阿米拉蒂更於2009年指出：「『球基蘑菇』一名原是取自其球狀底部，但不同標本中的底部形狀差異很大，因此這個學名已被大部份人拋棄。」

## 描述
球基蘑菇的菌蓋直徑能達8厘米（3.1英寸），呈白色，呈凸面狀，且有時候會有殼頂。在碰傷或切割後，其顏色會變成黃色。菌蓋在與氢氧化钾接觸後會變成黃色。其菌柄高8–12厘米（3.1–4.7英寸），厚1–3厘米（0.39–1.2英寸），呈白色，底部有球根，且—有著一個大菌環。其菌褶呈灰色，但隨著年齡增加會變成褐色。其子實層是自由下垂的。其菌肉呈白色，在碰傷或切割後會變成黃色，並有著近似茴香的氣味。其孢子印呈褐色或紫褐色。其擔孢子的大小為6–8 x 4–5微米。

### 類似物種
- 白林地菇（Agaricus silvicola）與球基蘑菇的外觀及生境非常相似，但缺乏球狀基部。[10]
- 野蘑菇（Agaricus arvensis）與球基蘑菇的外貌相近，但其菌肉較為穩固，缺乏球狀基部，且在草地上生長。另外，其擔孢子亦比球基蘑菇大。[13]

## 生物累積鎘
球基蘑菇能夠生物累積有毒元素鎘，即這種真菌吸收鎘的速度比起釋放快，所以其平均鎘含量會比周邊泥土的鎘含量高。此外，若在實驗室中培養，這種真菌能夠生物累積比自身多一倍的鎘。這種真菌的生物累積鎘能力來自於一種低分子量的金屬結合蛋白质。

## 分佈及生境
球基蘑菇廣泛地分佈於北美洲和歐洲，且美國、加拿大和德國均有其出現的紀錄。這種真菌主要依附著雲杉生長，並且通常在夏末至深秋期間出現。

## 外部連結
- 魁北克省的蘑菇 （页面存档备份，存于）